# Mogens Gissel
Mogens Gissel (født 6. november 1941 i Odder, død 25. januar 2022) var en dansk autodidakt maler, oprindeligt uddannet som reklametegner hos Weber & Sørensen i Aarhus (1962-66).
Mogens Gissel debuterede i 1964 på Kunstnernes Efterårsudstilling. Han var medlem af Kunstnersamfundet og Corner.

## Biografi
Mogens Gissel blev født i Odder som søn af rullekone Sigrid Gissel, mens faderens navn ikke er kendt. Gissel blev i 1967 gift med keramiker Ruth Hansen, med hvem han fik sønnerne Jens Rune og Niels. Siden begyndelsen af 1980-erne var parret bosiddende i den gamle stationsforstanderbygning i Odder.

## Kunstnerisk virke
Mogens Gissel havde en helt særlig evne til at antyde rum i sine værker. Forvredne rum, flader, der tilsammen ikke logisk giver følelsen af rum, men som ikke desto mindre gør det.
Gissel blev uddannet som reklametegner hos Weber & Sørensen i Aarhus i 1962. På den tid tog han på knallerttur på en Velo Solex ned gennem Europa for at besøge kunstmuseer, bl.a. Prado-museet i Madrid. Han nåede også forbi Cézannes bjerg Sainte-Victoire i Sydfrankrig. Han begyndte i 1964 at undervise i tegning, maleri og kunsthistorie på det dengang nystartede Århus Kunstakademi. Gissel var gennem de fleste år tilknyttet det århusianske Galleri Profilen, idet hans kompromisløse tilgang til formidlingen af sin kunst oftest afskar andre gallerister fra hans malerier.

## Stil og teknik
Rent principielt hader jeg kuratorer og andre kommissærer.
[Engang] var jeg ude ved ham i atelieret og tænkte: ”Hvad sker der lige her?” Så sagde han, at han var blevet enig med sig selv om, at alt det han ikke kunne lide på billederne, det malede han over med sort. Så det halve af billederne var bare en sort bjælke. På en måde var jeg vildt imponeret over, at han gjorde det. Men det gjorde faktisk ondt på mig, for jeg kunne huske mange af de billeder og syntes fandeme, det var nogle gode billeder. Men det var der ikke noget at gøre ved.
I 1960-erne eksperimenterede Gissel med materialer og kompositioner i sine billeder, som dengang også havde tydelige penselstrøg. Senere arbejdede han mere med ensfarvede flader med reducerede billedtegn, f.eks. værket Rum 8. Herefter gik han mere over til at male figurative, farvemæssigt neddæmpede billeder med motiver fra Christiania og Thylejren, og senere i 1970-erne motiver fra cirkusverdenen. Allerede i et tidligt værk som Glasbordet spores hos Gissel en tendens mod det non-figurative, som han fortsatte i billeder som uanset motiv fremstår kalejdoskopisk hvirvlende.
Gissel var meget optaget af billedkanten og det dertil knyttede rum, og har bl.a. malet blomsterbilleder domineret af grønne nuancer, hvor billederne i midten fremstår helt naturalistiske, men gradvist bliver abstrakte ud mod kanten. Gennemgående motiver hos Gissel var taburetten, stemplet, skålen, koppen og lampen. Han malede på mange forskellige materialer, f.eks. masonit – både for- og bagsiden – og træ, foruden lærred og papir. Grøn, okker og umbra var vigtige farver for ham, ligesom beige.
Gissel var gennem hele sit liv kendt for at rette i sine værker, idet han kunne finde gamle malerier frem for at male videre på dem, i sine senere år især for at simplificere og stramme op. Dette gjaldt også værker, som havde været udstillet, f.eks. på ARoS, og havde været med i udstillingskataloget. Gissel var på udstillinger meget stringent mht. ophængning og sammensætning af sine værker, hvoraf langt de fleste ingen titel har. Hans sidste udstilling kort før sin død, med Corner på Sophienholm i Kgs. Lyngby, var lige ved at gå i vasken, fordi Gissel modsatte sig, at værkerne kunne sælges enkeltvis, og derved ødelægge helheden i ophængningen.

### Gissel og Cézanne
Gissel er flere gange blevet sammenlignet med den franske impressionist Paul Cézanne, bl.a. i tilgangen til farver, og fik af samme grund tilnavnet ”Cézanne fra Østjylland”. Ligesom Cézanne arbejdede Gissel med rum og perspektiv på måder, der ikke nødvendigvis var teknisk korrekte, som også hos kubisterne. Som Cézanne valgte Gissel gerne motiver fra sin hverdag, gerne som still-leben, hvor han som sit franske forbillede eksperimenterede med form og flade, snarere end naturalistisk gengivelse.

## Udvalgte værker
- Rum 8 (1968, Aarhus Kunstmuseum)
- Christiania II (1972, Aarhus Kunstmuseum)
- Glasbordet (1974, Aarhus Kunstmuseum)
- Maleri 3 (1980, Aarhus Kunstmuseum)
- Vinter (1989)
- Landskab (1991)
- Gavlmaleri i sort og gult, i  Odder (blandt de lokale kaldet ”Den overkørte Netto-hund”)

## Hæder
- 1992 Statens Kunstfond 3-årige arbejdslegat.
- 1998 Statens Kunstfond livsvarige legat
- 2003 Eckersberg Medaljen
- 2004 Henry Heerups Legat
- 2004 Ruth og Finn Torjussens Fond
- 2008 Vilhelm Pachts kunstnerlegat

## Eftermæle
Ny Carlsbergfondet stod i 2018 bag dokumentarfilmen Mogens Gissel - forstås med øjnene.